# John Baird (Fußballspieler, 1856)
John Baird (* 27. Juli 1856 in Alexandria; † 4. März 1902) war ein schottischer Fußballspieler.

## Karriere
John Baird spielte in seiner aktiven Karriere in den 1870er für den schottischen Verein FC Vale of Leven aus seiner Heimatstadt Alexandria aus der Region West Dunbartonshire. Mit dem Verein konnte er in den Jahren 1877, 1878 und 1879 dreimal infolge den Schottischen Pokal gewinnen.
John Baird spielte zwischen 1876 und 1880 dreimal für die schottische Fußballnationalmannschaft und konnte in den Länderspielen gegen Wales und England jeweils ein Tor erzielen.
John Baird starb im Alter von 45 Jahren infolge einer Pneumonie.

## Erfolge
mit dem FC Vale of Leven:
- Schottischer Pokalsieger: 1877, 1878, 1879